# Dorothea Duda
Dorothea Duda (* 15. Dezember 1951 in Pyskowice, Polen) ist eine deutsche Fachärztin für Anästhesiologie. Bis 2017 war sie Chefärztin der Klinik für Anästhesie und Intensivmedizin am Katholischen Klinikum Mainz (Akademischen Lehrkrankenhaus der Universität Mainz). Duda ist besonders bekannt für ihre Forschungen auf dem Gebiet der anaphylaktischen/allergischen Reaktionen während der Narkose.

## Leben
Duda ging in Dinslaken zur Schule, legte dort 1971 das Abitur ab und studierte Medizin an der Philipps-Universität Marburg (1971–1977). Nach Promotion und Approbation zur Ärztin begann sie 1978 ihre Facharztausbildung am Klinikum Fulda. 1982 schloss sie mit Anerkennung des Facharztes für Anästhesisie ab und war zunächst Oberärztin der Klinik für Anästhesie an den Städtischen Kliniken in Fulda (Lehrkrankenhaus der Universität Marburg). 1984 wechselte Duda an die Klinik für Anästhesiologie der Johannes Gutenberg-Universität Mainz, wo sie bis 1990 als stellv. Oberärztin arbeitete. 1990 erfolgte die Ernennung zur Oberärztin. 1989 übernahm sie die klinische Leitung der „Mainz-Marburg-Studie“, die in Kooperation mit dem Institut für Theoretische Chirurgie in Marburg/Lahn unter Leitung von Wilfried Lorenz zur Prophylaxe Histamin-assoziierter Reaktionen während der Narkose forschte. Duda habilitierte sich 1996 zum Thema „Histamin-assoziierte kardio-respiratorische Störungen während der präoperativen Phase der Narkose: Inzidenz, klinische Relevanz und die Wirksamkeit einer Prophylaxe mit H1-H2-Rezeptorantagonisten“. 2004 erfolgte die Ernennung zur Außerplanmäßigen Professorin. Von 1999 bis 2017 war Duda Chefärztin der Klinik für Anästhesie und Intensivmedizin am Katholischen Klinikum Mainz, Akademisches Lehrkrankenhaus der Universität Mainz.

## Wissenschaftlicher Beitrag
Das wissenschaftliche und klinische Interesse von Duda beschränkte sich nicht auf cardio-respiratorische Reaktionen und die Wirksamkeit einer Prophylaxe mit den Antihistaminika Dimetinden und Cimetidin während der präoperativen Phase der Narkose. Ihr ging es vielmehr auch um die Fächer übergreifende Bedeutung unspezifischer Histaminfreisetzungen, z. B. während der Eventeration bei abdominellen Aortenaneurysma-Operationen oder bei der Ösophagusresektion. Ein weiteres Anliegen Dudas war die Reduktion der PONV (Postoperative Nausea und Vomitus) - Inzidenz durch eine pränarkotische Antihistaminikaprophylaxe. Eine ihrer klinischen Beobachtungen führte dazu, dass heute Regionalanästhesie-Sets Filterhalme/-kanülen zum Aufziehen der Anästhetika enthalten, um die Kontamination/Verstopfung von Schmerzkathetersystemen zu vermeiden.

## Mitgliedschaften in wissenschaftlichen Vereinigungen (Auswahl)
Duda ist Mitglied in zahlreichen wissenschaftlichen Vereinigungen:
- 1. Stellvertretende Landesvorsitzende der Deutschen Gesellschaft für Anästhesiologie und Intensivmedizin in Rheinlandpfalz (seit 2006)
- Mitglied der "European Histamine Research Society" (1992)
- Mitglied der "Lucerne Sepsis Study Group" (1995)
- Mitglied des Advisory Board der „Kontrastmittelstudie“ der Abteilung für Strahlendiagnostik an der Philipps-Universität, Marburg (1995)
- Mitarbeit bei der AWMF-Leitlinie 2014 zu Akuttherapie und Management der Anaphylaxie.

## Ehrungen und Auszeichnungen
- Mitpreisträgerin Fritz Linder-Preis, verliehen auf dem 115. Kongress der Deutschen Gesellschaft für Chirurgie in Berlin (1998)

## Publikationen
- Publikationsliste researchGate
- Publikationsliste pubmed